# Барыкина, Мария Михайловна
Мария Михайловна Барыкина (в девичестве Мисропьян; род. 9 декабря 1973, Москва, СССР) — российская хоккеистка, защитница. Мастер спорта международного класса. Бронзовый призёр чемпионата мира 2001 года. Серебряный призёр чемпионата Европы 1996 года.

## Биография
Занималась в детстве фигурным катанием, в 14 лет увлеклась хоккеем с мячом и позже занялась хоккеем с шайбой.ПЕРВЫЙ ТРЕНЕР МОРОЗОВ ДМИТРИЙ СЕРГЕЕВИЧ — команда Стадиона ЮНЫХ ПИОНЕРОВ. Первый тренер — В.Егоров, дальше тренировалась у В.Долгушина и А.Анисимова. Первый клуб — АО «Лужники» (Москва).
В сборной России дебютировала в 1994 году, дебютировав на чемпионате Европы 1995 года в Латвии в группе «B». В 1996 году завоевала серебряные медали чемпионата Европы. Участвовала в отборе на Олимпиаде в Нагано 1998 года, который завершился неудачно для сборной России. В 2001 году завоевала бронзовую медаль чемпионата мира и попала со сборной России на Олимпиаду в Солт-Лейк-Сити. Участница Олимпиады-2006 в Турине. Играла на чемпионатах мира 1997, 2000, 2005 и 2007 годов.
В настоящее время играет за любительскую команду «Град-1».